# Tomasz Calligaro
Tomasz Calligaro (ur. 29 marca 1993 w Poznaniu) – włoski siatkarz pochodzenia polskiego, grający na pozycji rozgrywającego. 

## Sukcesy klubowe
Puchar Challenge:
- 2019

Puchar CEV:
- 2022[5]